# هالسکارپتور
هالسکارپتور یا پرنده شکاری هالسکا (نام علمی: Halszkaraptor) نام یک سرده از تیره دونده‌خزندگان است.
این دایناسور گردنی بلند شبیه مرغابی سرسبز، پنجه‌هایی بسیار بلند، دمی مانند خزندگان و نوکی مملو از دندان داشته‌است و ۷۵ میلیون سال قبل در دوره کرتاسه زندگی می‌کرده‌است. فسیل این دایناسور در مغولستان یافت شده است .